# Duck Attack!
Duck Attack! est un jeu vidéo d'action-aventure développé par Will Nicholes pour la console Atari 2600 et édité par AtariAge. Le jeu est sorti durant la Classic Gaming Expo de juillet 2010 à Las Vegas.
Dans ce jeu, un savant fou a créé des canards mutants cracheurs de feu qui pondent des œufs de plutonium radioactifs et le joueur doit les collecter pour empêcher le scientifique de les utiliser pour construire un appareil apocalyptique, tout en évitant les canards et autres obstacles.

## Gameplay

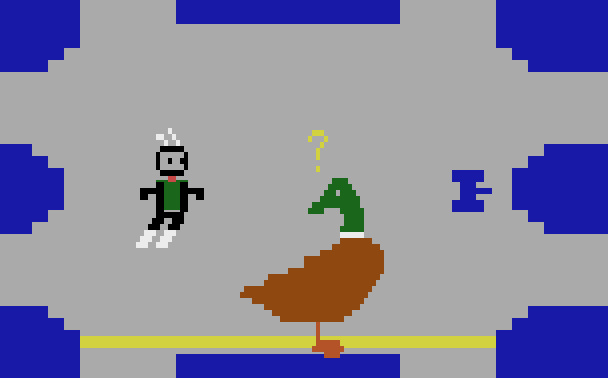
Le joueur face à un canard et un tank.

Le joueur utilise le joystick pour contrôler un robot qui explore le repaire du scientifique, ramasse des œufs, des armes et d'autres objets utiles. Lorsque deux œufs sont trouvés et amenés à la sortie appropriée, le joueur passe au niveau suivant.
Le joueur commence avec trois vies (robots) et perd une vie lorsqu'il est mangé par un canard ou touché par le feu des canards ou un autre objet mortel. Des vies supplémentaires et divers power-ups peuvent être gagnés en ramassant des ballons colorés. Le joueur peut choisir de jouer avec tous les objets soit dans un emplacement prédéterminé, soit répartis au hasard dans les pièces du jeu.

## Développement
Duck Attack! a été conçu à l'origine comme une adaptation en ROM hack du jeu Adventure de l'Atari 2600, mais il a ensuite été réécrit pour devenir un titre original. Le jeu affiche des sprites plus grands et plus détaillés que ceux habituellement utilisés dans les jeux Atari 2600, mais avec une résolution verticale plus faible.

## Réception
Dans un numéro de juillet 2010, le magazine français de rétrogaming Pix'n Love a écrit une critique positive du jeu, complimentant l'originalité et la profondeur du jeu.
En avril 2011, le site web 1UP.com a inclus Duck Attack! comme l'un des « 31 jeux Homebrew qui valent la peine d'être joués », disant que « c'est comme si quelqu'un avait pris Adventure et l'avait mélangé avec Resident Evil 3. Mais juste avec plus de canards ».
L'AV Club a décrit le jeu comme « une étrangeté : c'est un jeu de la 2600 entièrement moderne qui est en fait amusant et aussi incroyablement étrange que les vieux jeux 2600 comme Frankenstein's Monster ».

## Autres sources
- Bob Caylor, « Atari revival », The News-Sentinel, Fort Wayne, Indiana,‎ 18 août 2010 (lire en ligne [archive du 11 mai 2011], consulté le 12 janvier 2011)
- Lindy Jurack, « Introducing Duck Attack! », Sidney Daily News, Sidney (Ohio),‎ 15 décembre 2010